# Roundup (Montana)
Roundup is een plaats (city) in de Amerikaanse staat Montana, en valt bestuurlijk gezien onder Musselshell County.

## Demografie
Bij de volkstelling in 2000 werd het aantal inwoners vastgesteld op 1931.
In 2006 is het aantal inwoners door het United States Census Bureau geschat op 1953, een stijging van 22 (1,1%).

## Geografie
Volgens het United States Census Bureau beslaat de plaats een oppervlakte van
3,5 km², geheel bestaande uit land. Roundup ligt op ongeveer 1001 m boven zeeniveau.

## Plaatsen in de nabije omgeving
De onderstaande figuur toont nabijgelegen plaatsen in een straal van 36 km rond Roundup.